# ساندرو كيومو
ساندرو كيومو (بالإيطالية: Sandro Cuomo)‏ هو مبارز بالسيف إيطالي، ولد في 21 أكتوبر 1962 في نابولي في إيطاليا.

## وصلات خارجية
- ساندرو كيومو على موقع الاتحاد الدولي للمبارزة (الإنجليزية)
- ساندرو كيومو على موقع اللجنة الأولمبية الدولية (الإنجليزية)
- ساندرو كيومو على موقع أوليمبيديا (الإنجليزية)
- ساندرو كيومو على موقع اللجنة الأولمبية الإيطالية (الإيطالية)
- ساندرو كيومو على موقع CONI honoured athlete website (الإيطالية)